# Pustelnia Gołosiejewska
Pustelnia Gołosiejewska (ukr. Голосіївська пустинь, ros. Голосеевская пустынь), monaster Opieki Matki Bożej – prawosławny męski klasztor (pustelnia) w Kijowie, w dawnej wsi Hołosijewo (Gołosiejewo; obecnie część Parku Narodowego „Hołosijiwski”), w jurysdykcji eparchii kijowskiej Ukraińskiego Kościoła Prawosławnego Patriarchatu Moskiewskiego.

## Historia
Monaster został założony przez metropolitę kijowskiego Piotra Mohyłę, który wykupił część położonych w okolicy terenów leśnych i wzniósł na polanie cerkiew św. Jana z Suczawy oraz kilka budynków z celami dla mnichów. Całość stała się skitem Ławry Pieczerskiej w Kijowie. Z czasem zmieniono patrona głównej świątyni, którym została ikona Matki Bożej „Życiodajne Źródło”, natomiast w 1852 świętem patronalnym całego klasztoru uczyniono dzień Opieki Matki Bożej. Cerkiew ufundowana przez Piotra Mohyłę istniała do początku XX w.; w latach 1910–1912 na jej miejscu zbudowano nową murowaną świątynię. W monasterze znajdowała się w XIX w. letnia rezydencja metropolitów kijowskich z cerkwią św. Jana Pieczerskiego.
Klasztor istniał do 1926, gdy został zamknięty na polecenie władz radzieckich. Cały kompleks monasterski, oprócz letniego domu metropolitów kijowskich, zniszczono. Monaster został restytuowany w 1993, ponownie jako skit Ławry Pieczerskiej. Pierwszym przełożonym reaktywowanej wspólnoty został ihumen, a następnie archimandryta Izaak (Andronik). Po trzech latach od restytucji skit ponownie stał się samodzielnym klasztorem i został poważnie rozbudowany. Odbudowano cerkiew Ikony Matki Bożej „Życiodajne Źródło”, zbudowano budynki mieszkalny i administracyjny oraz dom przełożonego z cerkwią Świętych Cierpiętników Carskich, jak również dom pielgrzyma.

## Związani z monasterem
W Pustelni Gołosiejewskiej żyli w XIX–XX w. święci mnisi Aleksy (Szepielew), Parteniusz (Krasnopiewcew) oraz jurodiwi Teofil (Gorienkowski) i Paisjusz (Jarocki). Kanonizowanych zostało również trzech mnichów monasteru, którzy padli ofiarą represji w ZSRR – Kasjan (Kuzyk), Hipolit (Siemienow), Filip (Biezugły), uznani za nowomęczenników. Późniejszy święty metropolita kijowski Filaret spędzał każdego roku kilka miesięcy w monasterze, żyjąc jak zwykły mnich.